# Cláudio Mendes
Claudio Luiz Sodré Mendes (Rio de Janeiro, 29 de maio de 1968) é um ator brasileiro, autor, diretor e produtor de teatro, com diversos trabalhos também na televisão e no cinema.

## Carreira
Ator, autor e diretor, 37 anos de carreira, mais de 70 espetáculos de teatro, mais de 15 filmes, mais de 30 programas na TV, além de programas de rádio e trabalhos em publicidade e vídeos institucionais.  
Seus mais recentes trabalhos como ator em teatro, são: "Maria!", seu primeiro monólogo, que estreou em abril de 2018 no SESC Copacabana e pelo qual foi indicado aos Prêmios Cesgranrio e Botequim Cultural. Com direção de Inez Viana o monólogo é uma compilação de crônicas e músicas do poeta, cronista e compositor, Antonio Maria e já fez quatro temporadas no Rio de Janeiro. Antes, em 2017 fez "Agosto", de Tracy Lets (Prêmio Pulitzer) com direção de André Paes Leme. Por esse trabalho foi indicado e venceu o Prêmio APTR 2018 e foi indicado ao Prêmio FITA. O espetáculo estreou na Oi Futuro do Flamengo em 03 de agosto onde cumpriu temporada até 17 de setembro e reenstreou em 14 de outubro no Teatro Ipanema até 05 de novembro, depois fez temporada do Teatro do SESI e Teatro Carlos Gomes, e em 2019 Imperator e Teatro Petra Gold, além de 2 temporadas em Saõ Paulo e apresentações em Belo Horizonte e interior do estado do Rio pelo Ciscuito SESI. Ainda em 2018 fez, também na Oi Futuro do Flamengo o espetáculo infantil "Isaac no Mundo das Partículas", de Elika Takimoto e direção de Joana Lebreiro, pelo qual foi indicado ao Prêmio CBTIJ. Em 2015, integrou o elenco do musical "Ou Tudo Ou Nada", com direção de Tadeu Aguiar e Tradução de Artur Xexéo - musical de sucesso na Broadway, co-protagonizando o espetáculo  junto com Mohamed Harfouch, o espetáculo estreou no Teatro NET Rio no final de 2015. Dirigiu "França Antártica" no Teatro II do CCBB, que ficou em cartaz de abril a maio de 2016, tendo sido convidado para integrar a programação do FITA, um dos mais importantes Festivais de Teatro do país. E dirigiu o espetáculo Infantil "Perdidos na Cidade", dos Irmãos Brothers, que estreou no final de junho de 2016 no Teatro II do CCBB.  
Anteriormente no teatro: "Educando Rita", de Willy Russel (Shirley Valentine) com tradução de Marianna Mac Niven - estreou em janeiro de 2014 no Teatro Café-Pequeno; "Ah, a Humanidade E Outras Boas Intenções", de Will Eno e direção de Murilo Hauser na Casa de Cultura Laura Alvim em 2013. "Um Rubi no Umbigo" de Ferreira Gullar e direção de André Paes Leme"; “O Santo Inquérito” de Dias Gomes e direção de Amir Haddad no Teatro Arena do SESC Copacabana; “Hamlet”, de William Shakespeare, direção de Aderbal Freire-Filho, com Wagner Moura no Teatro FAAP – SP e “Realidade Virtual” do ator americano Alan Arkin.  
Em cinema, rodou em 2019 "Capitu e o Capítulo", novo filme de Julio Bressane, com Kiki Diaz, mariana Ximenes e Vladimir Brichta, sem previsão de lançamento. Ainda nesse ano de 2020 fará uma participação no documentário ficcional "PRK-30", vivendo Castro Barbosa junto de Tim Rescala que fará Lauro Borges, os dois gênios criadores do maior programa de humor do rádio brasileiro. Em 2017 rodou "Carlinhos e Carlão", filme de Pedro Amorim, fazendo o personagem Pedroca, irmão de Carlão (Carilnhos) personagem vivido por Luis Lobianco. Rodou ainda "Um Animal Amarelo", de Felipe Bragança. Ambos aguardando para entrar em circuito. Está também no elenco de "Simonal", filme de Leonardo Domingues, vivendo Abelardo Figueiredo, importante figura do show biz brasileiro, onde fez par com Mariana Lima. Estréia prevista pra 2019. Está também no elenco de "Minha Mãe é uma Peça 2 - o Filme" com Paulo Gustavo, vivendo Seu Martins, filme que foi uma das maiores bilheterias do cinema brasileiro com quase 10.000.000 de espectadores. Em maio de 2016 estreou o longa "Uma Loucura de Mulher", filme de estréia do diretor Marcus Ligocki, com Marianna Ximenes e Bruno Garcia no elenco. Seus filmes anteriores são: "Corda Bamba", longa de Eduardo Goldenstein, a partir da obra de Lygia Bojunga Nunes, com distribuição da Copacabana Filmes em cartaz em outubro de 2013; “A Suprema Felicidade”, de Arnaldo Jabor; “Feliz Natal”, de Selton Mello, “Meu Nome é Dindi”, de Bruno Saffadi e “Cleópatra”, de Júlio Bressane.  
Em TV, seu mais recente trabalho foi em "A Dona do Pedaço", onde viveu o Pastor Emanuel, que converteu os personagens Josiane (Ágata Moreira) e Régis (Reinaldo Gianechinni) em 2019. Em 2018/19 viveu o Dr. Herberto da novela de sucesso das 19hs "O Tempo Não Pára", fazendo dupla cômica com Eva Wilma, Luiz Fernando Guimarães e Regiane Alves. Fez uma participação na nova temporada do seriado cômico do Multi Show, "A Vila", com direção de Clara Kutner e protagonizado por Paulo Gustavo. Em 2017 fez "O Outro Lado do Paraíso", onde viveu o Dr. Aguiar, médico que transplantou o rim da protagonista Bete, vivida por Glória Pires. Antes, em 2016 fez "Sol Nascente", vivendo Sócrates, um gerente de banco corrupto, fez participação em "A Regra do Jogo", novela das 20hs da Rede Globo onde viveu a crossdresser Carlão, atuando junto com o personagem de Otávio Muller, em cena comentadíssima em que ensina ele a se vestir de mulher. Fez ainda "Totalmente Demais", novela das 19hs da Rede Globo, vivendo o personagem Ursão. Em 2015 foram várias participações: na novela "Sete Vidas", no seriado Tapas e Beijos, na novela das 23hs "Verdades Secretas" e no primeiro episódio da minissérie "Ligações Perigosas", com direção de Denise Sarraceni. Em 2014 fez parte do elenco da inovadora novela Geração Brasil interpretanto o personagem Moreira, diretor executivo da Parker TV que vive um afair com Dorothy Benson, personagem vivido por Luís Miranda.     
Na TV a cabo fez parte do elenco de "Os Valentins" (1ª e 2ª temporadas), série infantil do canal Gloob, com texto de Claudia Abreu e Flávia Lins e Silva (autora de D.P.A., sucesso absoluto do Gloob) e direção de Zé Henrique Fonseca, como Jarbas, o Baleiro. No GNT, ainda sob direção de Zé Henrique Fonseca fez "Lucia McCartney", série protagonizada por Antonia Morais (filha de Glória Pires), fazendo irmão de Eleonor, personagem da atriz Mariana Lima. Em 2015 fez uma participação na série "Espinoza" do GNT, com direção de Zé Henrique Fonseca e Vicente Amorim, e também na terceira temporada do seriado "As Canalhas", da GNT, com direção de Vicente Amorim e outra participação no programa que Luis Fernando Guimarães protagonizou no Canal Multishow, "Acredita na Peruca", com direção de Charles Müller e Claudio Botelho.     
Na Globo fez ainda o personagem Castro, o advogado em "Flor do Caribe", novela de retumbante sucesso no horário das 18hs da Rede Globo. Em 2012 esteve no elenco do remake de "Gabriela" pela Rede Globo de Televisão, como Dr. Maurício Caires, outro advogado, que defende nos tribunais o Coronel Jesuíno - personagem interpretado por José Wilker - acusado da morte da esposa por assassinato. Em 2011 integrou o elenco de "Os Caras de Pau", programa dominical com Marcius Melhem e Leandro Hassum. Em 2010 estava no elenco principal de “SOS Emergência”, sitcom com direção de Mauro Mendonça Filho na Rede Globo, ao lado de Ney Latorraca, Marisa Orth, Bruno Garcia, Fernanda de Freitas, Ellen Roche Hugo Possolo, Fábio Lago e Mariana Bassoul, vivendo o personagem Dr. Stênio.    
Como diretor assinou: "Eureka!", show de lançamento do CD do grupo de Circo-Teatro Os Irmãos Brothers (a Irmãos Brothers Band). Ainda em 2014 dirigiu e roteirizou "Rio - Histórias Além do Mar", 5º espetáculo do Grupo História Através da Música - grupo de professores de História e Músicos que desenvolveram o projeto de dar aula de História do Brasil através de sambas e cançóes da MPB (historiaatravesdamusica.wordpress.com) e que ocupou entre 2010 e 2016 o Centro Cultural Justiça Federal com esse projeto. Do Grupo Irmãos Brothers dirigiu ainda "Arraiá Brothers", peça comemorativa dos Irmãos Brothers. Outros espetáculos que dirigiu: "Manuel Bandeira do Brasil - Estrela da Vida Inteira", espetáculo musical infanto-juvenil sobre a obra de Manuel Bandeira com o Grupo Hombu. Neste espetáculo assinou também a dramaturgia. No final de 2010 dirigiu "A Casa de Bernarda Alba" de Garcia Lorca, com Suzana Faini, Rita Elmôr e mais 7 atrizes - espetáculo indicado como uma das 10 melhores peças em cartaz 2010; “Três Marujos Perdidos na Selva”, do Grupo Irmãos Brothers no Teatro do Jockey; “Barulinho”, o primeiro show para crianças do grupo Chicas (Prêmio Tim de Melhor Grupo de MPB), que já fez três temporadas só no Rio, no Espaço Cultural Sérgio Porto, no Teatro das Artes e no Teatro Dulcina, além de rodar o Brasil. Dirigiu ainda o espetáculo “Histórias de Conteurs, Griots e Narradores”, que fez parte da programação oficial do Ano da França no Brasil (2009) no Teatro Arena do Espaço SESC – Copacabana com a presença dos contadores Jean Michel Hernandez (França), Boniface Ofogo (Camerun), Daniele Ramalho (Brasil) e com a participação do músico Carlinhos Ferreira (Brasil).  
Em 2015 Claudio Mendes também fez coaching de Diogo Nogueira no musical "Sambra" - 100 anos de Samba!", com texto e direção de Gustavo Gasparani que estreou no Vivo Rio e fez temporada em São Paulo e temporada Popular no Teatro João caetano, no Rio. O espetáculo passou ainda por Belo Horizonte e Salvador.
Alguns dos diretores com os quais trabalhou:
- Amir Haddad - “Esta Noite se Improvisa” – de Pirandello – Teatro Carlos Gomes 95; “Noite de Reis” – Shakespeare – Teatro I do CCBB, Teatro Carlos Gomes, Teatro Guaíra- Curitiba – 97/98 - Prêmio Cultura Inglesa; “O Castiçal” - de Giordano Bruno – Teatro Carlos Gomes – 03; O Santo Inquérito, de Dias Gomes - Teatro de Arena do SESC Copacabana eTeatro do Jockey - 2009 e 2011 respectivamente.
- Aderbal Freire-Filho - “O Tiro que Mudou a História” – de Aderbal Freire-Filho e Carlos Eduardo Novaes - Museu da República – 91/92/93 - Prêmio Shell; “Tiradentes, a Inconfidência no Rio” – de Aderbal Freire-Filho e Carlos Eduardo Novaes – Ruas do Rio e Teatro Gláucio Gill – 92; “No Verão de 96...” – de Aderbal Freire-Filho – Teatro Carlos Gomes – 96; “Tia Zulmira e Nós”, de João Máximo – Teatro II do CCBB – 2003; O que diz Molero – Romance de Dinis Machado – Teatro Casa Grande; Teatro do Leblon; Teatro SESC Anchieta (SP); Festival de Curitiba, Festival de Londrina, Festival do Recife; Festival Cezar Campodónico (Uruguai), Teatro D. Maria II – Portugal - 03/04/05/06/07 - Prêmio Shell - Prêmio APCA;
- Moacir Chaves - “Bugiaria” – Teatro Glauce Rocha; Teatro do Leblon; Teatro Maria Clara Machado; Teatro SESC Anchieta (SP); Festival de Porto Alegre, Festival de São José do Rio Preto – 99/00/01 - Prêmio Governo do Estado do Rio de Janeiro;
- André Paes Leme - “A Capital Federal” – Artur Azevedo – Montagem comemorativa dos 100 anos da primeira montagem – Teatro I do CCBB – 97; “Pequenos Trabalhos Para Velhos Palhaços” – Matëi Visniec – Teatro Maria Clara Machado, Teatro Glória, Espaço Cultural Sérgio Porto,  Festival de Curitiba, Festival de Londrina, Porto Alegre Em Cena, Festival de São José do Rio Preto, Espace Kiron (Paris) – Festival de Língua Portuguesa em Paris, Circuito SESC - Rio, Palco Giratório – SESC Nacional 00/01/02/03/04/05/06/07; “Engraçadinha – seus amores e seus pecados” – Nelson Rodrigues – Teatro I do CCBB – 2002;
- Luis Artur Nunes - “Vestido de Noiva” – Nelson Rodrigues – Espetáculo Comemorativo dos 50 anos da primeira montagem - Teatro Nelson Rodrigues, Teatro Ópera de Arame - (Curitiba – Festival de Teatro) – Teatro Amazonas (Manaus) – 93/94;

No teatro infantil trabalhou com Lúcia Coelho, diretora do Grupo Navegando (em “Papagueno”, de Tim Rescala), Ilo Krugli (fundador do Teatro Ventoforte) e Grupo Hombu (em “A Zeropéia”, de Hebert de Souza, o Betinho – diretor assistente e ator), Irmãos Brothers (“Três Marujos Perdidos no Mar” – diretor e ator), entre outros, e foi indicado para os seguintes prêmios: Prêmio Coca-Cola de Teatro Jovem (Melhor ator pelo espetáculo “Os Dragões” - 95 e Melhor ator pelo espetáculo “Papagueno” - 97) e Prêmio Mambembe (Melhor ator coadjuvante pelo espetáculo “Coração Mamulengo”, de Ariano Suassuna – 98).
Em Cinema seus outros trabalhos são: “A Suprema Felicidade”, de Arnaldo Jabor; “Feliz Natal”, roteiro e direção de Selton Mello em sua primeira direção, “Meu nome é Dindi”, de Bruno Saffadi (Prêmio Aurora de Melhor Filme do Júri da Crítica na 11ª Mostra de Cinema de Tiradentes / Festival do Rio 2007 / 32ª Mostra Internacional de Cinema de SP), “Os Desafinados” de Walter Lima Jr, “Cleópatra” de Júlio Bressane (Festival de Veneza – Vencedor do Festival de Brasília), “Carlos Oswald – o Poeta da Luz” de Régis Faria (Longa documentário – Festival do Rio 2007); Trabalhou ainda com Zelitto Vianna (“Villa-Lobos, uma Paixão”), Silvio Tendler (“Castro Alves – Retrato Falado do Poeta”) Eduardo Nunes e Flávio Zettel (“Sopros”), Eduardo Goldenstein (“O Copista”, “O Vendedor de Pára-Raios” e “Truques Xaropes e Outros Artigos de Confiança”). Por este último filme de curta metragem ganhou em 2003 e 2004: Prêmio Candango – Festival de Cinema de Brasília – melhor ator de curta-metragem 35mm; Prêmio Calunga – Festival de Cinema do Recife – Melhor ator de curta-metragem 35mm e Festival de Cinema Curta Santos – Melhor ator de curta-metragem 35mm. Seu mais recente trabalho em curta-metragem foi “Asfixia” do diretor Roberval Duarte que já foi apresentado Festival de Cinema de Brasília,  Mostra Curta Cinema do CCBB em parceria com o Odeon (RJ), Festival de Cinema de Miami e Festival Cinesul.
Em TV, há 28 anos trabalha como ator convidado na Rede Globo de Televisão. 
Alguns diretores deTV com quem trabalhou: 
Jayme Monjardim (“Chiquinha Gonzaga”; “Aquarela do Brasil”, “Terra Nostra”),
Luiz Fernando Carvalho (“Rei do Gado” ; “Os Maias” ; “Esperança”), 
José Alvarenga e Daniel Filho (“A Justiceira”), 
Roberto Talma (“Você Decide” – "O Ídolo Perdido" especial de natal com Fábio Júnior e Silvia Buarque)
Luis Vilaça (“Fazendo História” - quadro do Fantástico com Denise Fraga), 
Maurício Faria (“A Grande Família”) 
Mário Márcio Bandarra (“Malhação”) 
Mauro Faria, (“Sob Nova Direção”), 
Carlos Manga e Ulysses Cruz ("Sítio do Pica-Pau Amarelo" - Versão 2016)
entre outros, além dos infantis “Os Trapalhões”, “Turma do Didi”, “Bambuluá”. Em 2007 integrou o elenco do seriado “O Sistema”, de Alexandre Machado e Fernanda Young e direção de José Lavigne, na Rede Globo. Dentre suas outras participações estão o seriado “Aline”, com direção de Maurício Faria e o quadro “Cilada”, de Bruno Mazzeo, dentro do programa “Fantástico”. Ao longo de 2008, integrou o elenco de 5 episódios de “Casos e Acasos”, seriado da Rede Globo, com texto de Marcus Melhem e Daniel Adjafre e direção de Marcos Schetman. Fez participação nas novelas: “Paraíso”, “Beleza Pura”, “O Profeta”, “De Corpo e Alma”.
Claudio ainda trabalhou como rádio-ator na Rádio MEC durante 4 anos, em programas educativos de português, história e geografia para crianças.
Como autor escreveu: “Lapianas – Um Caso de Amor com a Lapa”, espetáculo que também dirigiu e onde atuou, e que inaugurou o Espaço Cabaré, no anexo do Rio Scenarium em janeiro de 2006, depois cumpriu temporada no Teatro Café-Pequeno e SESC Avenida Paulista (SP), além de participar do 22º Festivale de São José dos Campos e do 2º Festival K-iau de Araçuaí (MG). Escreveu ainda “A Verdadeira História do Embaixador Carlos Magno”, sobre a vida de Paschoal Carlos Magno, escrito especialmente para a reabertura do Teatro Duse e “Pequena Opereta de um Casamento Feliz” (ainda inédita).
Como diretor ainda dirigiu as apresentações do projeto “O Sertão é o Mundo”, ciclo de leituras dramatizadas sobre a obra de Guimarães Rosa, como parte das comemorações dos 30 anos do Grupo Hombu, contemplado com o Prêmio Myriam Muniz da FUNARTE e que se apresentou no Oi Futuro, Casa da Gávea, Nós do Morro, entre outros. Dirigiu o grupo Teatro em Cordel durante 10 anos, tendo realizado mais de 10 espetáculos com o Grupo. Seu último trabalho em direção de espetáculos infantis foi “Três Marujos Perdidos na Cidade”, do grupo Irmãos Brothers, no Teatro II do CCBB. 
Foi também co-diretor, junto com André Paes Leme, do espetáculo “Uma Última Cena Para Lorca” de Antonio Roberto Gerin, espetáculo indicado ao Prêmio Shell 2005 de melhor texto. Neste espetáculo também atuou vivendo Garcia Lorca na temporada 2006 no Teatro Nelson Rodrigues e no Teatro Municipal de Macaé. Foi diretor e roteirista do projeto História Através da Musica, onde professores de história/músicos e um ator ensinavam história do Brasil através de grandes clássicos da MPB. Este projeto ocupou por 6 anos o Centro Cultural Justiça Federal com grande reconhecimento do público que lotou as sessões dos "espetáulacos" como o chama o Crioulo Doido, personagem criado por Claudio Mendes a partir da música de Stanislaw Ponte Preta (Sergio Porto), que conduz com humor as histórias do Brasil cantadas pelo grupo.

## Filmografia

### Televisão
| Ano       | Título                    | Papel                                | Notas                         |
| --------- | ------------------------- | ------------------------------------ | ----------------------------- |
| 1992      | De Corpo e Alma           |                                      | Participação especial         |
| 1993      | Você Decide               |                                      | Ep: "O ídolo perdido"         |
| 1997      | O Rei do Gado             | Tonico Vendacchio                    |                               |
| 1999      | Chiquinha Gonzaga         | Arthur Azevedo                       |                               |
| 2000      | Aquarela do Brasil        | Dito, o sacristão                    |                               |
| 2002      | Esperança                 | Sr. Mário (dono do cortiço)          |                               |
| 2005      | A Diarista                | Jorge                                | Episódio: "Aquele das Piadas" |
| 2006      | Sítio do Picapau Amarelo  | Delegado                             |                               |
| 2007      | O Sistema                 | Membro da Equipe π                   |                               |
| 2008      | Casos e Acasos            | Haroldo/Samuel/Papai Noel/Alessandro |                               |
| 2009      | Aline                     | Pai de Otto                          | Episódio: "Aline Partida"     |
| 2010      | S.O.S. Emergência         | Dr. Stênio                           |                               |
| 2011-2013 | Os Caras de Pau           | Vários personagens                   |                               |
| 2012      | Gabriela                  | Dr. Maurício                         |                               |
| 2013      | Flor do Caribe            | Castro                               |                               |
| 2013      | As Canalhas               | Marques                              |                               |
| 2014      | Geração Brasil            | Moreira                              |                               |
| 2015      | Sete Vidas                | Padre                                |                               |
| 2015      | Tapas e Beijos            | Ginecologista                        |                               |
| 2015      | Acredita na Peruca        | Ismael                               | Episódio: "28 de maio"        |
| 2015      | Verdades Secretas         | Felippo, pai de Nina                 |                               |
| 2015      | Romance Policial Espinosa | Carlos                               | Episódio: "Mulheres Demais"   |
| 2016      | Ligações Perigosas        | Padre                                |                               |
| 2016      | Totalmente Demais         | Ursão                                |                               |
| 2016      | A Regra do Jogo           | Carlão Fonseca / Maribel             |                               |
| 2016      | Sol Nascente              | Sócrates                             |                               |
| 2016      | Lúcia McCartney           | Renê                                 |                               |
| 2017      | Valentins                 | Jarbas, o baleiro                    |                               |
| 2017      | Pega Pega                 | Advogado de Júlio                    |                               |
| 2018      | O Mecanismo               | Chebbab                              |                               |
| 2018      | O Outro Lado do Paraíso   | Dr. Aguiar                           |                               |
| 2018      | O Tempo Não Para          | Dr. Herberto Douglas                 |                               |
| 2019      | A Dona do Pedaço          | Pastor Emanuel                       |                               |
| 2022      | Um Lugar ao Sol           | Ronaldo Pacheco                      |                               |
| 2022      | Sob Pressão               | Dono da Fábrica                      | Episódio: 1                   |
| 2023      | Novela                    | Gerson                               |                               |
| 2025      | Dona Beja                 | Juca                                 |                               |

### Cinema
| Ano  | Título                                         | Papel                 | Notas                       |
| ---- | ---------------------------------------------- | --------------------- | --------------------------- |
| 1999 | Castro Alves – Retrato Falado do Poeta         | Amigo de Castro Alves |                             |
| 2001 | Villa-Lobos - Uma Vida de Paixão               | Amigo de Villa        |                             |
| 2003 | Truques, Xaropes e Outros Artigos de Confiança | Mágico                |                             |
| 2005 | Cleópatra                                      | Sacerdote             |                             |
| 2005 | Carlos Oswald - O Poeta da Luz                 |                       |                             |
| 2006 | Os Desafinados                                 | Produtor              |                             |
| 2009 | Feliz Natal                                    | Thales                |                             |
| 2010 | A Suprema Felicidade                           | Alfredinho            |                             |
| 2013 | Corda Bamba                                    |                       |                             |
| 2016 | Uma Loucura de Mulher                          | Presidente do Partido |                             |
| 2016 | Minha Mãe é Uma Peça 2                         | Seu Martins           |                             |
| 2018 | Simonal                                        | Abelardo Figueiredo   | Filme de Leonardo Domingues |
| 2020 | Um Animal Amarelo                              | Gerente do Banco      | Filme de Felipe Bragança    |
| 2020 | Carlinhos & Carlão                             | Pedroca               | Filme de Pedro Amorim       |
| 2021 | Capitu e o Capítulo                            | Jose Dias             |                             |
| 2024 | Princesa Adormecida                            | Fausto                |                             |

## No Teatro
| Título                                  | Notas                                                                                        |
| --------------------------------------- | -------------------------------------------------------------------------------------------- |
| Maria!                                  | Com textos e canções de Antonio Maria, dramaturgia de Claudio Mendes e direção de Inez Viana |
| Agosto                                  | De Tracy Letts, direção de André Paes Leme                                                   |
| Ou Tudo ou Nada                         | De Terrence McNally, direção de Tadeu Aguiar                                                 |
| Educando Rita                           | De Willy Russel, tradução de Marianna Mac Niven e direção de Claudio Mendes                  |
| O Santo Inquérito                       | De Dias Gomes direção de Amir Haddad                                                         |
| Hamlet                                  | De Shakespeare, direção de Aderbal Freire-Filho                                              |
| O Tiro que Mudou a História             | Aderbal Freire-Filho                                                                         |
| Tiradentes - A Inconfidência no Rio     | Aderbal Freire-Filho                                                                         |
| No Verão de 1996                        | Aderbal Freire-Filho                                                                         |
| O Que Diz Molero                        | Aderbal Freire-Filho                                                                         |
| Esta Noite se Improvisa                 | Amir Haddad                                                                                  |
| Noite de Reis                           | Amir Haddad                                                                                  |
| O Castiçal                              | Amir Haddad                                                                                  |
| Bugiaria                                | Moacir Chaves                                                                                |
| Forrobodó                               | André Paes Leme                                                                              |
| A Capital Federal                       | André Paes Leme                                                                              |
| Engraçadinha-Seus Amores e Seus Pecados | André Paes Leme                                                                              |
| Pequenos Trabalhos Para Velhos Palhaços | André Paes Leme                                                                              |
| Vestido de Noiva                        | Luis Arthur Nunes                                                                            |

## Prêmios e Indicações
Teatro Adulto:
| Ano  | Prêmio                   | Categoria                                    | Indicação | Resultado |
| ---- | ------------------------ | -------------------------------------------- | --------- | --------- |
| 2018 | Prêmio CESGRANRIO        | Melhor Ator                                  | Maria!    | Indicado  |
| 2018 | Prêmio Botequim Cultural | Melhor Ator                                  | Maria!    | Indicado  |
| 2018 | Prêmio FITA              | Melhor Ator Coadjuvante                      | Agosto    | Indicado  |
| 2018 | Prêmio APTR              | Melhor Ator Coadjuvante (com Fábio Enriquez) | Agosto    | Venceu    |

Teatro Infantil:
| Ano  | Prêmio                             | Categoria               | Indicação                     | Resultado |
| ---- | ---------------------------------- | ----------------------- | ----------------------------- | --------- |
| 1995 | Prêmio Coca-Cola de Teatro Jovem   | Melhor Ator             | Os Dragões                    | Indicado  |
| 1997 | Prêmio Coca-Cola de Teatro Jovem   | Melhor Ator             | Papagueno                     | Indicado  |
| 1997 | Prêmio Mambembe de Teatro Infantil | Melhor Ator Coadjuvante | Coração Mamulengo             | Indicado  |
|      | Prêmio CBTIJ de Teatro Infantil    | Melhor Ator Coadjuvante | Isaac no Mundo das Partículas | Indicado  |

Cinema
| Ano  | Prêmio                                            | Categoria                  | Indicação                                      | Resultado |
| ---- | ------------------------------------------------- | -------------------------- | ---------------------------------------------- | --------- |
| 2003 | Prêmio Candango do Festival de Cinema de Brasília | Melhor Ator Curta Metragem | Truques, Xaropes e Outros Artigos de Confiança | Venceu    |
| 2003 | Prêmio Calunga do Festival de Cinema do Recife    | Melhor Ator Curta Metragem | Truques, Xaropes e Outros Artigos de Confiança | Venceu    |
| 2003 | Prêmio Festival Curta Santos                      | Melhor Ator Curta Metragem | Truques, Xaropes e Outros Artigos de Confiança | Venceu    |